# Mikoyan-Gurevich I-360
Mikoyan-Gurevich I-360 là mẫu máy bay chiến đấu thử nghiệm của Liên Xô trong chiến tranh lạnh. Nó được thử nghiệm để làm tăng vận tốc bay và tính ổn định.

## Lịch sử
Cuối năm 1951, OKB MiG hoàn thành một thiết kế khung máy bay MiG-17 với 2 động cơ phản lực Mikulin AM-5 lực đẩy mỗi chiếc 2.600 kg với tên gọi Izdeliye SM-1, hay I-340. Chỉ là một động cơ thử nghiệm, SM-1 có tốc độ 1.193 km/h trên cao 1.000 m và 1.154 km/h trên cao 5.000 m, một độ cao đạt được trong 0.94 phút.
Thành công đạt được trên SM-1 đã xác định rõ sự lựa chọn động cơ và sắp đặt một động cơ mới cho mẫu máy bay chiến đấu 2 chỗ SM-2, SM-2 về bản chất có cánh giống với I-350 với góc quét của cánh là 55° (60° ở cánh trước). Động cơ là 2 động cơ phản lực loại Mikulin AM-5F với lực đẩy mỗi chiếc là 2.700 kg và có vũ khí là 2 pháo Nudelman N-37 37 mm trong cánh, SM-2 sau này được chỉ định với tên là I-360, nó bay lần đầu tiên vào 24 tháng 5-1952. Nó có một cái đuôi phụ nằm ngang kiểu - T, và vào 25 tháng 6, nó đạt tới tốc độ Mach 1.4. 

Các sự thử nghiệm sau đó để lộ ra nhược điểm ở cánh, sau đó để sửa chữa lại, cánh đuôi máy bay được làm thấp hơn đối với cánh chính. Chuyến bay thử (với SM-2A) bộc lộ một sự cải tiến nhỏ và bền mặt được làm thấp hơn của cánh sau (SM-2B). Tuy nhiên, mẫu thử nghiệm đã bị mất trong chuyến bay thứ 132 của nó do bị tai nạn ở đuôi. Nó được tính toán rằng có thể đạt đến tốc độ Mach 1.19, nhưng không có kết quả ghi nhận.

## Thông sô kỹ thuật (I-360)

### Đặc điểm riêng
- Phi đoàn: 1
- Chiều dài: 13.90 m
- Sải cánh: 9.04 m
- Chiều cao: 3.95 m
- Diện tích cánh: N/A
- Trọng lượng rỗng: N/A
- Trọng lượng cất cánh: 6.820 kg
- Động cơ: 2x Mikulin AM-5 lực đẩy 2.600 kg mỗi chiếc

### Hiệu suất bay
- Vận tốc cực đại: 1.154 km/h (Mach 1.4) trên cao 5.000 m
- Tầm bay: N/A
- Trần bay: N/A
- Lực nâng của cánh: N/A
- Lực đẩy/trọng lượng: N/A

### Vũ khí
- 2x pháo Nudelman N-37 37 mm

## Nội dung liên quan
MiG I-320 - MiG I-350 - MiG I-360 - MiG SN - MiG I-370 - MiG Ye-2 - MiG Ye-4